# Châbons
 Châbons  es una población y comuna francesa, en la región de Ródano-Alpes, departamento de Isère, en el distrito de La Tour-du-Pin y cantón de Le Grand-Lemps.

## Demografía
| 1261 | 1178 | 1202 | 1282 | 1371 | 1485 |
| Para los censos de 1962 a 1999 la población legal corresponde a la población sin duplicidades (Fuente: INSEE [Consultar]) |      |      |      |      |      |